# 六硍镇
六硍镇，是中华人民共和国广西壮族自治区钦州市浦北县下辖的一个乡镇级行政单位。

## 行政区划
六硍镇下辖以下地区：
六硍村、官村、横岭村、横岗村、垌心村、六秀村、大能村、新坡村、塘肚村、旺塘村、关棒村、门楼村、新华村、木格村、白花村、石合村、民生村和六台村。